# Пророчанство папа
Пророчанство папа је листа од 112 кратких латинских фраза за које се тврди да представљају сваког папу (као и неколико антипапа), почевши од папе Целестина II (изабраног 1143) и завршавајући се са будућим папом у пророчанству описаним као Петар Римљанин, чији ће се понтификат завршити уништењем града Рима и Страшним судом.

## Аутентичност пророчанства
Пророчанство је засновано на откровењу које је доживео Свети Малахија (St Malachya), бискуп Армага у Ирској из 12. века. Према онима који верују у аутентичност пророчанства, Малахија је дошао у Рим 1139. на позив папе Целестина II. У току свог боравка, доживео је визију свих будућих папа, коју је забележио у виду шифрованих фраза. Рукопис је наводно положио у римски архив сâм папа и он је заборављен.
Малахијева биографија Бернара од Клервоа не спомиње пророчанства, нити су она спомињана у било каквом тексту док нису нађена у римском архиву 1590. године. Ово је навело на теорију да је пророчанство фалсификат из 16. века. Они који негирају аутентичност пророчанства тврде да фразе одговарају папама до времена налажења документа, али да су касније сличности или случајности или резултат превелике општости фраза.

## Интерпретације
Интерпретација фраза се ослања на налажење везе између саме фразе и папиног родног места, Папског грба или догађаја из његовог понтификата. На пример, прва фраза, Ex castro Tiberis (Из замка на Тибру), одговара родном месту папе Целестина I, Чита ди Кастело на реци Тибар. Папа Клемент XIII, који је користио ружу на свом грбу, а рођен је у Умбрији, зван је у пророчанству Rosa Umbriae (Ружа Умбрије).
У скорије време, неки проучаваоци пророчанстава су скренули пажњу на ово пророчанство због тога што су пронађене сличности између фраза и скоријих папа, као и због скорог краја списка. Папа Павле VI, који је владао од 1963. до 1978. је описан у пророчанству као Flos florum (цвет цветова). Његов лични грб је носио три љиљана. Његов наследник, папа Јован Павле I, је означен фразом De medietate Lunae ([онај који је] од пола месеца [или полумесеца]). Изабран је 26. августа 1978, дан након последње четвртине месеца и владао само месец дана. Папа Јован Павле II је рођен 18. маја 1920. на дан тоталног помрачења Сунца. Његова пророчанска фраза је De labore Solis ([онај који је] од порођаја Сунца). 
Након Јована Павла II, у пророчанству су наведена још само двојица папа. Фраза која се односи на прошлог папу Бенедикта XVI је Gloria Olivae (Слава маслине), а последња фраза, која се односи на последњег папу (то је тренутно аргентински папа Фрања), је најдужа и гласи:
In persecutione extrema S.R.E. sedebit Petrus Romanus, qui pascet oues in multis tribulationibus: quibus transactis ciuitas septicollis diruetur, & Iudex tremêdus iudicabit populum suum. Finis.
Усред огромног прогона, на престо Свете римске цркве ће сести Петар Римљанин, који ће напасати своје стадо током многих страдања, након чега ће град седам брда бити уништен, и страшни Судија ће судити своме народу. Крај.
Ипак, многа тумачења, како старих и савремених учењака Католичке цркве, тако и многих проучавалаца пророчанстава истичу да се нигде не каже да ће „...огромни прогон...” наступити након понтификата Бенедикта XVI, већ само да ће Петар Римљанин бити последњи папа пред Страшни суд. Очигледно је да се Петар Римљанин односи на националност, односно да ће задњи папа бити Италијан. Неки тумаче да се град седам брда ће бити уништен не односи на сам Рим већ на Ватикан као државу, односно на укидање Ватикана као државе (Ватикан је данас независан и најмања је држава на свијету по површини). 
Последње пророчанство, самом својом дужином и стилом одудара од осталих, те се може посматрати издвојено, тако да између Gloria olivae (Бенедикта XVI) и Petrus Romanus може бити још много Папа.